# 1946年度香港小姐競選
1946年度香港小姐競選（第1屆）由香港中華業餘泳團及英國空軍俱樂部聯合主辦，於1946年6月23日在香港島北角麗池空軍俱樂部舉行，這是香港歷史上的第一屆香港小姐競選，李蘭獲選為第一位香港小姐冠軍。

## 籌辦背景
1946年正值二次大戰後的香港重光初期，香港在1941至1945年間經歷戰火蹂躪及日軍佔領後，市面百廢待興，一般市民普遍都一貧如洗，同時不斷有難民來到香港，英國皇家空軍亦有很多成員在二戰中殘障，香港中華業餘泳團與駐港英軍空軍於是決定籌辦一場慈善籌款活動，在北角麗池空軍俱樂部舉行「國際慈善游泳比賽大會」，並且在游泳賽事中增設「香港小姐」選美環節，所得的門票收入，一半用於救濟貧苦民眾，另一半用於救助殘障軍人。此外，據香港電影研究員余慕雲在1989年出版的著作稱，首屆港姐競選還涉及一位幕後主辦人，他就是當時有「香港杜月笙」之稱的李裁法，軍部於同年將麗池用地交還予港府，李裁法便通過短期租約取得該處用地的使用權，然而之後在該處開辦麗池花園夜總會的老闆卻是知名粵劇劇作家唐滌生，而李裁法的職位是董事總經理。

## 籌辦及招募
1946年6月5日，香港中華業餘泳團與英國空軍俱樂部首次對外發布將會在「國際慈善游泳比賽大會」舉行香港小姐競選的消息，初步將門券分爲名譽及普通兩種，前者收費5元，後者收費2元，小童及軍人半價，門券的收入扣除必要的開支後，悉數用於救濟難民及殘障軍人，傳媒形容在香港舉辦女性選美比賽，將是一項「破題兒」的創舉。6月10日，大會公佈舉辦選美的詳情，確認在6月23日的游泳比賽加插第9個環節舉辦香港小姐競選，選美會的場地是北角麗池空軍俱樂部的游泳池，經英國空軍工程人員測量後，游泳池的周邊可容納1,700位現場觀眾，其中700位是設有座位的名譽券來賓，當中又設有特別名譽券，每捐款50元以上可獲一張特別名譽券，可在位置最佳的座位觀賞賽事，而餘下的1,000位是不設座位的普通入場觀眾。大會又公佈香港小姐競選已開始公開報名，參賽資格為年齡16至60歲女性，婚姻狀況不拘，並沒有太多要求，基本上女士只需準備一件泳衣及不介意穿著泳裝登台亮相便可報名參加。雖然港姐競選是游泳比賽中的一個項目，參賽的佳麗須要穿著泳裝，但是無須落水，所以不懂得游泳的女士也可報名參賽。潘慧蘭是第一位遞交報名表的參賽者，她是真光中學的女生。大會初步將截止報名日期定於6月16日。
6月13日，大會表示籌辦工作進展順利，已準備好香港小姐的銀製獎杯及錦帶，現放置於皇后大道中的伊利百貨公司的飾櫃陳列，又提到所有報名參賽的女士都可獲贈禮品一份。大會亦已印製繪畫有穿上泳裝美女的香港小姐競選平面廣告，張貼於人流較多的公共場所，如渡輪碼頭、戲院、百貨公司及較大型的飲食店。目前公開發售的700張門票，已經交予百貨公司及舞廳預售。傳媒報道第二位報名參賽者是倫倩清，她是去年由鍾聲游泳會舉辦之渡海游泳比賽冠軍。6月15日，大會宣布香港小姐的截止報名日期由6月16日延後至21日，傳媒報道有16人報名參選港姐，年齡介乎18至29歲，報名者包括教師、學生、看護及舞女等。6月17日，大會公佈為防止有人透過購買多張有選舉權的名譽券，用以爭取香港小姐的名銜，所以10位評判員與觀眾名譽券選舉的評分比重，定為各佔50%，並由評判團經討論後決定最終賽果。同日，媒體透露有電影公司計劃以較優厚條件的合約，聘用香港小姐得獎佳麗擔任電影幕前角色，所以舉辦港姐競選可為有意從影的女子提供登上大銀幕的機會。
6月19日，大會宣布香港總督楊慕琦爵士和英國駐港皇家空軍司令布碌准將，將於舉辦香港小姐當天蒞臨會場列席。6月20日，大會表示明天下午6時是報名參加香港小姐競選的期限，決不延期，已報名的參賽者須於星期六親自到皇后大道中86號2樓的香港中華泳團辦事處領取入場證及號碼牌，參賽者在比賽當日需使用入場證進入會場及報到，並在午膳後穿上自備的泳衣準備拍照，而號碼牌需要扣於泳衣的左邊。香港中華泳團表示已發函邀請各報名佳麗在21日下午1時聚餐，並安排領取入場證及號碼牌等事宜。
6月21日下午6時正，歷時16天的報名期結束。當日晚上8時，大會召開記者會，講解評判的規則，大會表示入場來賓可參與評選香港小姐，來賓可將心儀的港姐冠軍，把她的參賽號碼寫在入場券上，供大會點算，之後大會會把來賓初選的結果，匯報給由10位中西評判組成的評判團，經評判團公開評分後排定名次。大會在記者會上公佈香港小姐的參賽者名單，又向傳媒提供佳麗的年齡、身高和體重等資料。大會表示在報名期有17人登記參加，到領取入場證及號碼時減少至16人，而傳媒報導稱退出者是一名中學教員，傳媒又認為今次的香港小姐選美活動太過前衛，香港社會仍未接受到女性穿著泳衣公開亮相於眾人前，參加的女士會感受到這方面的壓力而出現怯場的情況，並預期明天的賽事或會有參賽佳麗不應約出場。
6月21日下午公佈第一屆香港小姐競選的登記名單：潘慧蘭（19歲）、倫倩清（29歲）、蔡劍珍（27歲）、陸丹平（22歲）、張佩芬（25歲）、鍾雪芬（25歲）、關慧珍（19歲）、張華蓮（18歲）、梁小美（21歲）、潘江楓（21歲）、陳白露（19歲）、白光（19歲）、江影漣（21歲）、徐茵（23歲）、葉琴（23歲）、李冰妍（22歲）
6月22日下午再有香港小姐記者招待會，這次記者會的舉辦方是「南粵影片公司」，由導演洪仲豪和洪叔雲主持，被視為是影業公司從港姐競選佳麗中挑選影業人才的活動，其中8位港姐參賽佳麗出席記者會。同日，大會公佈參賽者的參賽號碼，由於李蘭（23歲）在截止期限前才報名，故此大會更新資料，歷時16天的報名期共有18人登記，領取入場證及號碼牌的參賽者有17位，參賽者的號碼由101至117號。
《工商晚報》在舉行第一屆港姐競選前一天（6月22日）報道，香港小姐的報名人數比預期少，連主辦機構也感到意外，16天的報名期僅有17人拿入場證及號碼牌，未到比賽日已有參賽者表示退出，更說不定明天的比賽日會有佳麗臨陣退縮。傳媒認爲今次港姐競選參賽者不多，是和香港的社會環境和思想有關，評論中還提到假若您有個女兒，您會不會鼓勵她試試去選港姐，相信您也會感受到思想是什麼一回事，不過這次港姐競選確實是香港有史以來，首次效法歐美選舉小姐的選美會，所以是值得注意的，今次開創先河舉辦香港小姐選美會後，說不定將會繼往開來把港姐競選辦下去。

## 參賽者簡介
《工商晚報》在第一屆港姐競選舉行前一天（6月22日）刊登香港小姐候選佳麗的專訪及記者評論，報道指出今次港姐競選的參賽者均是20來歲的年輕小姐，27歲已算是較年長的，更不見有60歲的女子報名參加。記者在簡介參賽佳麗時提及當中有幾位據說會退選，還有兩位未能找到她做個訪問。
下爲參賽者的姓名、年齡、參賽號碼，以及《工商晚報》在1946年6月22日第4頁刊登對部分佳麗的專訪和報道：
| 號碼 | 姓名   | 年齡 | 《工商晚報》刊登的佳麗自我介紹及記者報道 |
| ---- | ------ | ---- | --- |
| 101  | 潘慧蘭 | 19   | 生於香港，原籍南海，在戰爭爆發前在學，但因為香港淪陷而輟學，16歲時當電話公司接線生，在電話公司的30餘位接線生中，因爲總機號碼是90號，故有「90皇后」之稱。她曾於廣州參加何安東指揮的歌詠團。 |
| 102  | 倫倩清 | 29   | 鐘聲游泳會舉辦之渡海游泳比賽冠軍，現於北角的一家醫療機構當女看護。 |
| 103  | 蔡劍珍 | 27   | 戰前是陶秀女中的學生，因爲戰爭無法畢業，現居於堅道的一家餅乾糖果店，在店內同住的全爲女性。興趣是打麻將。身高5呎4吋，體重120磅。                                                            |
| 104  | 陸丹平 | 22   | 沒有專訪報道。 |
| 105  | 張佩芬 | 25   | 自稱住在何文田街，但記者稱她實則住在上海街，可是在該處找不到她，不過打聽到她在尖沙咀重慶市場的茶座工作，與張華蓮、鍾雪芬、關慧珍在重慶市場有「四朵茶花」之稱。                             |
| 106  | 鍾雪芬 | 25   | 在尖沙咀重慶市場工作，重慶市場「四朵茶花」之一。記者在重慶市場內的和禎祥咖啡座遇見她。 |
| 107  | 張華蓮 | 18   | 在尖沙咀重慶市場工作，重慶市場「四朵茶花」之一。記者在重慶市場內的和禎祥咖啡座遇見她。 |
| 108  | 關慧珍 | 19   | 在尖沙咀重慶市場工作，重慶市場「四朵茶花」之一。記者稱據聞她不會在比賽日出場。 |
| 109  | 梁小美 | 21   | 原籍廣東，上海長大，家中排行第3，兩位姊姊已婚，於華人行3樓由父親經營的商行工作，母親對她參選香港小姐感到高興。興趣包括打籃球、唱歌和游泳。身高5呎45吋，體重112磅。                         |
| 110  | 潘江楓 | 21   | 生於香港，籍貫寶安，戰前在香港聖保祿學校讀書，香港淪陷期間曾經暫居澳門，戰後返回香港，現於上環的一家商行工作，公司內都是父親的友好。喜歡跳舞和看電影。身高5尺2吋，體重104磅。              |
| 111  | 陳白露 | 19   | 南洋影片公司演員，在近期參演的一部電影中扮演交際花角色。 |
| 112  | 白光   | 19   | 在香港小姐報名名冊上報稱在「南洋影片公司」工作，但記者指該公司沒有人認識她，就連選美會寄到她公司的信件也未能成功投寄，且看她明天會否出賽。                                                 |
| 113  | 江影漣 | 21   | 自稱在伊利百貨公司也找不到合身的泳衣，她稱家中有13位姊妹，自己排行第6。身高5呎4吋，體重125磅。                                                                                             |
| 114  | 徐茵   | 23   | 沒有專訪報道。 |
| 115  | 葉琴   | 23   | 沒有專訪報道。 |
| 116  | 李冰妍 | 22   | 1941年是中學高材生，升學的夢想被戰爭毀掉，戰爭期間到過廣州，之後住在澳門，父親於戰後去世，現在要獨力照顧母親、三個弟弟及一個妹妹。興趣是游泳。陳祖貽是教她跳舞的師傅。                     |
| 117  | 李蘭   | 23   | 沒有專訪報道。 |

## 當日賽事
1946年6月23日（星期日），英國空軍俱樂部與香港中華業餘泳團聯合籌辦的「國際慈善游泳比賽大會」在香港島北角麗池空軍俱樂部游泳場舉行。下午3時（此為香港夏令時間，標準時間是下午2時），游泳比賽上演第9個環節，香港歷史上第一屆「香港小姐選舉」正式上演，參賽佳麗在樂隊演湊的音樂聲伴隨下，在游泳池繞場一周，再於評判團前轉身兩圈展示儀態，由評判評分，會場的音樂由英屬印度陸軍的樂隊演奏。雖然在22日有17人領取號碼牌參賽，但23日比賽當天出場的佳麗減少至11位。當日午後，陽光普照、天氣炎熱，但無阻觀眾的熱情，現場人頭湧湧，擠得水洩不通，預售1千張門票早已沽清，未到3時會場已經關閘，後來者不得其門而入，而在場外有數千群眾圍觀。
本屆香港小姐競選的評判團由10人組成，西方人及華人各5位；西方人評判員全為英國皇家空軍軍官，他們是空軍長官史釗域、修夫上校、碧加利上校、威士上校及力打士副官；華人評判員均為香港中華業餘泳團的幹事，分別是陳律紀、周福申、關文偉、胡祖堅及李其揚。根據6月21日公布的評分標準，身材均稱佔40分、美貌佔40分、儀態佔20分。
這屆港姐競選不但是首次在香港舉行的大型選美會，也因為具有慈善性質而全城矚目，剛於1946年5月復任香港總督的楊慕琦爵士與夫人親臨會場，與駐港英國皇家空軍司令布碌准將、中華民國陸軍余兆麒中將等達官貴人列席名譽嘉賓。
經評判團評分及商議後，由時年23歲、身高5呎5吋、體重120磅的李蘭，以82.9分奪得冠軍，成為香港有史以來第一位「香港小姐」冠軍；亞軍是80.7分，時年19歲的白光；季軍是79分，時年21歲的潘江楓。
參賽佳麗的名次及評分：
| 名次 | 姓名   | 年齡 | 分數 |
| 1    | 李蘭   | 23   | 82.9 |
| 2    | 白光   | 19   | 80.7 |
| 3    | 潘江楓 | 21   | 79.0 |
| 4    | 潘慧蘭 | 19   | 77.3 |
| 5    | 陳白露 | 19   | 77.2 |
| 6    | 梁小美 | 21   | 75.1 |
| 7    | 江影蓮 | 21   | 74.8 |
| 8    | 李冰妍 | 22   | 67.2 |
| 9    | 張華蓮 | 18   | 66.2 |
| 10   | 張佩芬 | 25   | 59.1 |
| 11   | 蔡劍珍 | 27   | 52.9 |

- 比賽日有6位已報名的佳麗沒有出場：倫倩清、陸丹平、關慧珍、鍾雪芬、徐茵、葉琴

大會宣布李蘭奪得第一名後，由港督夫人約瑟芬（Josephine Mary）擔任頒獎嘉賓向她頒發冠軍獎項，李蘭成爲首位香港小姐冠軍，獎品包括香港小姐銀杯一座、手錶、化妝品等。是次「香港小姐競選」慈善籌款活動共籌得8,621港元。當日的盛會，包括香港小姐競選、游泳比賽、跳舞，及由潘惠蘭演唱時代曲等場面，由「南粵影片公司」的洪仲豪導演製作成爲長約5千餘英呎的時事電影錄影帶，於1946年6月26日（星期三）在香港及九龍的4間戲院放映。

## 賽後訪問及評論

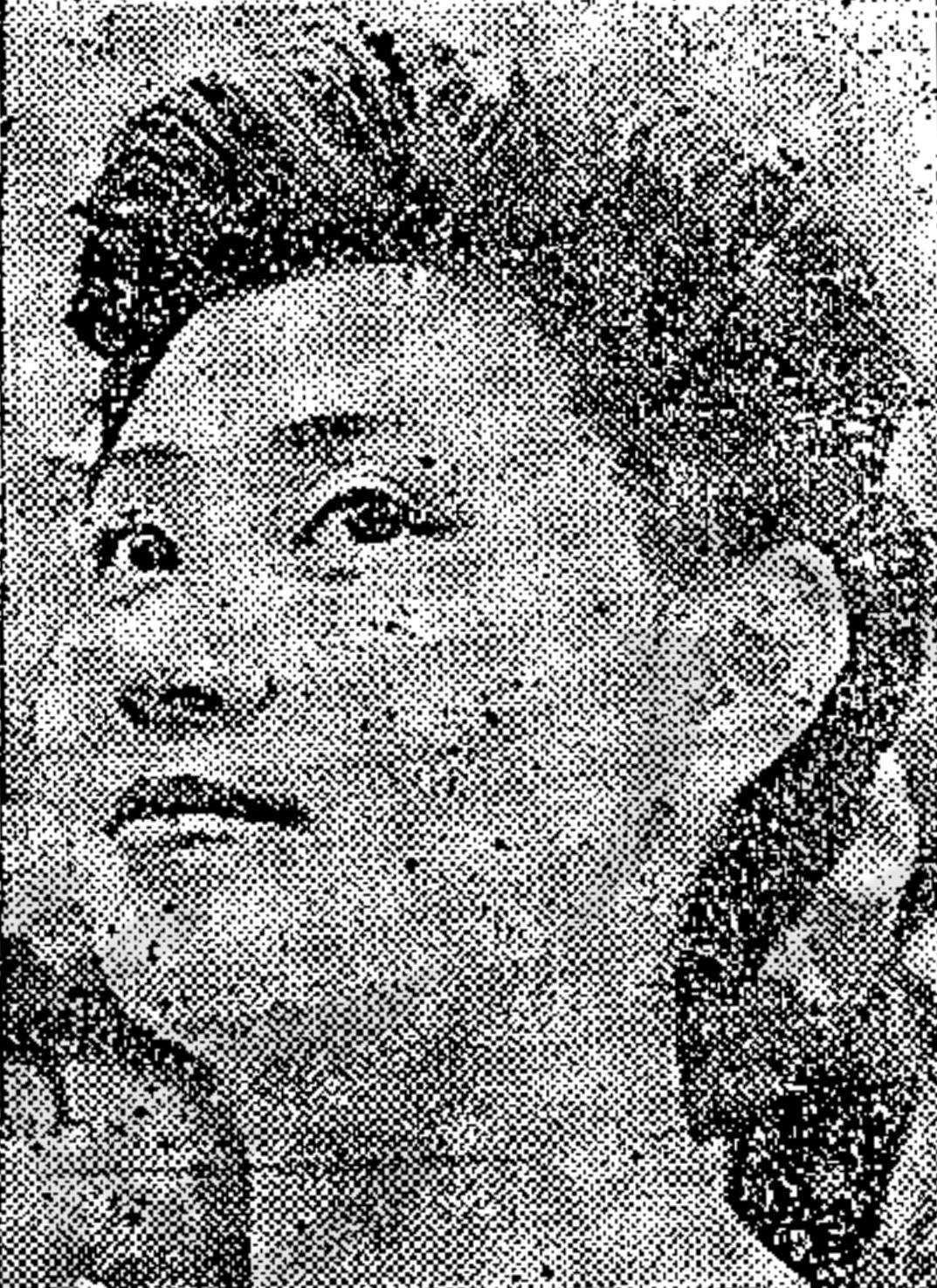
1946年度香港小姐競選第二名白光，原名黃金鳳，本圖攝於1946年6月23日香港小姐競選當日，並由《工商日報》於翌日刊登

冠軍李蘭，原名梁淑真。李蘭是最遲報名的參賽者，卻最終成為冠軍。對於李蘭奪得香港小姐榮譽，傳媒認爲可說是有點爆冷的賽果。傳媒曾經報導李蘭的父親梁海萍在漢口從事絲綢生意，李蘭在廣州讀中學，但也有傳聞她因生活所逼，曾經化名陳婉紅在酒家當侍應。另外，記者提到有一位參賽佳麗向他聲稱，李小姐爲了勝出而特別紮腰3天，所以她的腰部顯得特殊一點。李蘭奪冠後被記者圍着訪問，李蘭稱自己在一個月前從香港到重慶，前天才飛返廣州，再立即趕回香港，剛好趕及報名參加香港小姐。她自稱曾經當過電影角色，騎馬是她的愛好，有7年經驗。李蘭又表示某些報紙關於她的某些報道不確，她否認在香港有做過什麼工作，但當記者問及她會否提出辯證時，李蘭不願回答，只報以微笑。對於擇偶條件的提問，李蘭回應稱首要是健康。
亞軍白光，原名黃金鳳。白光稱自己本來沒有考慮參選香港小姐，她在港姐競選前買了一張可作評選參考的5元門票，並寫上陳白露、李冰妍、江影蓮，但到場後發覺李蘭也會出場，她馬上決意上場，立即跑回家梳洗，再拿泳衣趕回會場。記者之前報道在報名名冊上，白光自稱在「南洋影片公司」工作，可是該公司卻回覆記者查無此人。白光在獲得港姐亞軍後嘗試澄清，她稱是在「南洋影片公司」任職演員的陳白露替她報名，所以聯絡地址才會寫成「南洋影片公司」。不過記者卻揭露她的身世，白光實爲「百樂門舞廳」的新晉舞紅，而在日本佔領期間，她做過女侍，當時叫黃金鳳，英文名（Betty），對於記者關於她當舞女的質問，白光回應稱自己只是做了10多天舞小姐。另一方面，記者也稱讚白光的樣子漂亮，體態線條好，白光的上海話說得很好，她的妹妹也是說上海話，不過白光自稱是中山第五區人。
季軍潘江楓，身穿白色的新泳衣，她稱爲了最佳姿態出場，在家用了2個半小時化妝，她也是最早到場的參賽佳麗。對於記者的擇偶條件提問，她稱第一要「精神健全」，記者於是追問什麼是「精神健全」，她補充稱是思想進步的意思；第二是有事業上進心；第三有經濟獨立能力；第四對愛情專一。她又稱女性應可在結婚後繼續有自己的職業及工作。